# یالبندان‌سرا
یالبندان سرا، روستایی است از توابع بخش کلار شهرستان عباس آباد در استان مازندران ایران.

## جمعیت
این روستا در دهستان کلار شرقیقرار دارد و براساس سرشماری مرکز آمار ایران در سال ۱۳۸۵، جمعیت آن ۲۳۲ نفر (۶۵خانوار) بوده‌است. مردم یالبندان سرا از قومیت طبری هستند مردم یالبندان سرا به زبان طبری (مازندرانی) سخن می‌گویند.